# 于默湖
53°12′31″N 7°38′22″E / 53.2086149°N 7.6394831°E

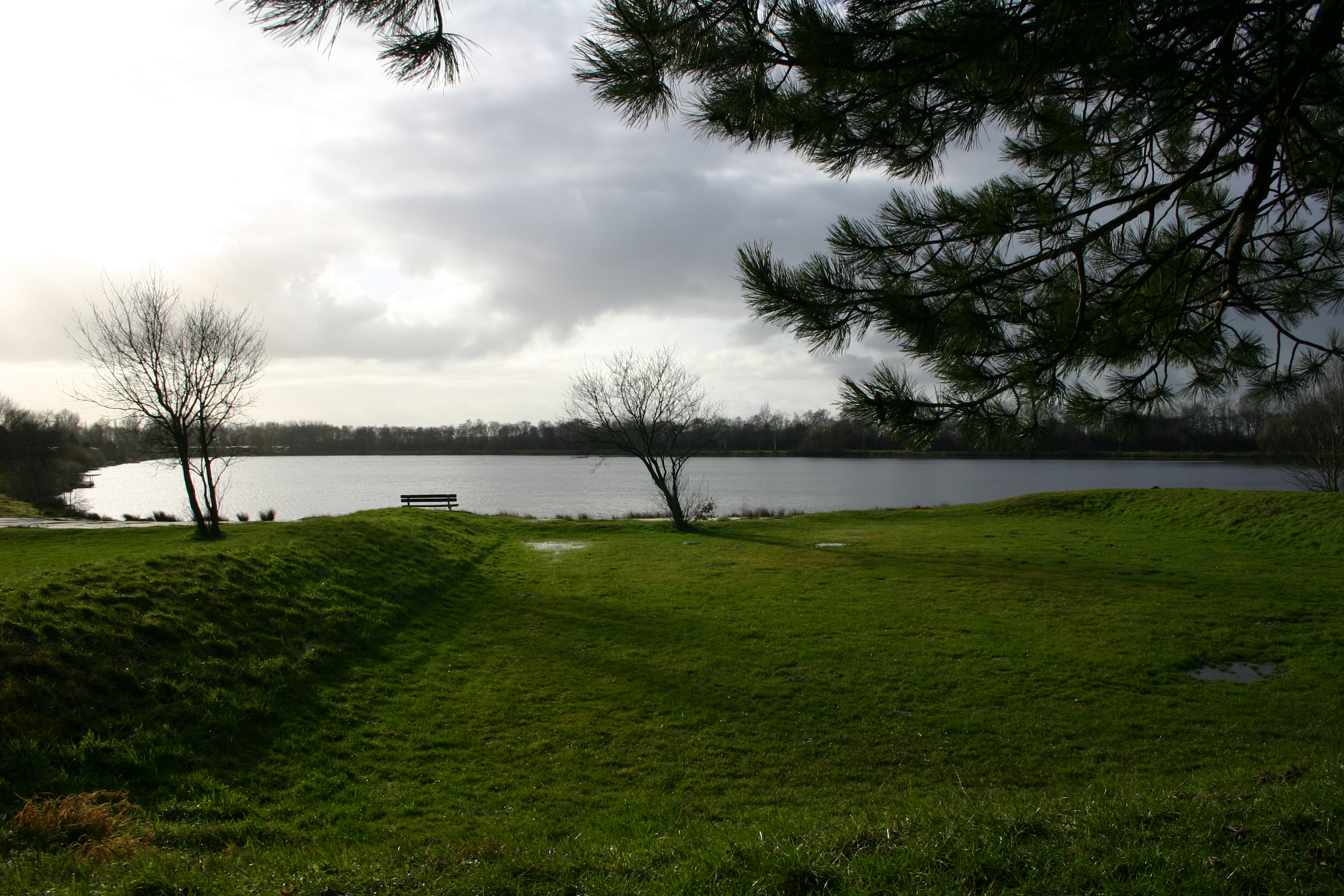

于默湖（德語：Jümmesee），是德國的湖泊，位於該國西北部，由下薩克森州負責管轄，處於代滕，長0.7公里、寬0.3公里，面積0.11平方公里，海拔高度1米，最大水深20米。